# Shuozhou
Shuozhou är en stad på prefekturnivå i Shanxi-provinsen i norra Kina. Den ligger omkring 190 kilometer norr om provinshuvudstaden Taiyuan.

## Administrativ indelning
Shuozhou består av två stadsdistrikt och fyra härad:
- Stadsdistriktet Shuocheng (朔城区), 1 793 km², 380 000 invånare;
- Stadsdistriktet Pinglu (平鲁区), 2 314 km², 190 000 invånare;
- Häradet Shanyin (山阴县), 1 652 km², 220 000 invånare;
- Häradet Ying (应县), 1 708 km², 270 000 invånare;
- Häradet Youyu (右玉县), 1 965 km², 100 000 invånare;
- Häradet Huairen (怀仁县), 1 230 km², 250 000 invånare.

## Klimat
Genomsnittlig årsnederbörd är 632 millimeter. Den regnigaste månaden är juli, med i genomsnitt 177 mm nederbörd, och den torraste är december, med 3 mm nederbörd.